# Glorinha
Esteio est une ville brésilienne de la mésorégion métropolitaine de Porto Alegre, capitale de l'État du Rio Grande do Sul, faisant partie de la microrégion de Porto Alegre et située à 44 km au nord-est de Porto Alegre. Elle se situe à une latitude de 29° 52′ 45″ sud et à une longitude de 50° 47′ 19″ ouest, à 58 m d'altitude. Sa population était estimée à 6 908 en 2007, pour une superficie de 3 248 km2. L'accès s'y fait par les BR-290 et RS-030.
Les habitants de Glorinha sont descendants de Portugais, d'Açoriens, d'Allemands, d'Italiens et d'esclaves noirs.
Le lait et ses dérivés sont la principale économie de la commune qui possède quelques usines de production de produits laitiers et des unités de commercialisation des produits à base de lait de chèvre. On y pratique aussi l'élevage à viande (bovins, ovins, autruches, caprins et buffles), celui des chevaux et la culture du riz, de semences, de légumes sous serres. Il s'y fabrique aussi de la farine artisanale et la pisciculture est une activité qui se développe (carpes, entre autres). Autour de ces activités, une foire biennale agropastorale s'y tient, Expoglorinha, qui sert aussi à la promotion du tourisme rural local.

## Villes voisines
- Taquara
- Santo Antônio da Patrulha
- Viamão
- Gravataí